# 祇園祭 (1968年の映画)
祇園祭（ぎおんまつり）は、1968年11月23日に公開された日本の映画。製作：日本映画復興協会、協力：京都府・京都市・映画「祇園祭」製作上映協力会、配給：新日本興業・松竹映配。原作は西口克己の同名小説「祇園祭」（1961年、中央公論社刊）。イーストマンカラー、シネマスコープ。168分。著作権は京都府が保有し、原則的に1回50,000円の上映料金で貸与している。祇園祭の時期には京都府京都文化博物館で数回上映される。

## 概要
当初は1961年、映画監督の伊藤大輔が中村錦之助主演で東映に企画を提出し、西口克己から原作の映画化権も買い、翌年夏より製作する予定で脚本作成を進めていたが、未定稿の段階で製作費が莫大になることが問題になり、製作中止となった。その後、映画界の斜陽、時代劇の衰退によって、東映は撮影所の合理化とスタッフや俳優などの人員整理を断行、また時代劇から任侠路線への転換を行うが、それに反発した錦之助は、1966年春に東映を退社、活躍の場をテレビと舞台に求める。伊藤大輔もフリーになって、錦之助の舞台公演の脚本・演出を手がけていた。
「祇園祭」の映画化が再浮上し、製作が具体化したのは、京都府政百年記念事業として京都府及び京都市の協力が得られる見通しが立った1967年7月で、独立プロ「日本映画復興協会」（代表・中村錦之助）の名の下に同年8月に製作発表された。監督伊藤大輔、主演中村錦之助、製作費1億5千万円、同年11月クランク・イン、翌年4月公開の予定だった。しかし、脚本の問題、スタッフの降板、製作費の調達などで難航し、ようやくクランク・インしたのは1968年8月だった。その後も、脚本完成の遅れ、伊藤大輔から山内鉄也への監督の交代、出演者の日程調整、製作費の増大（約3億円）、さらには政治的介入、ロケ現場での暴力団による妨害もあり、まさに艱難辛苦の末に完成した。最初の企画から完成まで実に7年を経た労作である。
そうした一方で大手映画会社の主導ではなく、新たに設立された独立プロの日本映画復興協会による自主製作であったため、五社協定に縛られた映画会社の枠にとらわれず、東映、東宝、松竹出身のスター俳優が進んで参加し、フリーの新劇俳優も加わり、豪華で異色な配役となった。また、群衆シーンのエキストラとして、京都市民も数多く参加している。
新日本興業・松竹映配の配給で、封切りは1968年11月23日。通常の邦画系映画館ではなく洋画系映画館にてロードショー公開され、大ヒットを記録した。東京では新宿ミラノ座、渋谷パンテオン、松竹セントラルの3館で翌年1月10日までの7週間上映され、観客動員数30万9,800 人、興行収入1億1,441万円を上げ、それまでの邦画ロードショーの新記録を樹立している。ロードショー終了後はフリー・ブッキングで日本各地の映画館や市民ホールで上映された。この成功は、日本の観客が時代劇に関して興味を持ち続けていることを証明し、また、映画会社大手5社によるブロック・ブッキングの配給制を打破したという点で、日本映画産業の将来に大きな影響を与えた。
作品の上映権は現在京都市が所持しており、その他権利関係が複雑に絡んでいるためソフト化の機会は得られておらず、祇園祭のシーズンに京都文化博物館・映像ギャラリーで行われる上映会が唯一の一般公開である。
尚、2007年9月14日には、退色の進んでいたフィルムを、監督・山内鉄也や美術監督・井川徳道による色彩、画調監修の下、大阪芸術大学教授・太田米男、株式会社IMAGICAウェストが復元作業を進め、原版からニュープリントが作成された事が発表され、同年10月、11月には記念上映会が行われた。

## あらすじ
応仁の乱により京の都は荒廃、農村部では土一揆が巻き起こっていた。染物職人で笛が得意な新吉は、やはり笛の名手である女あやめと出会い、惹かれていく。新吉たちは細川家の依頼により山科へ出兵、京の町民と農民たちとの戦いが始まった。貧農に加勢する馬借の熊左と一戦を交え、ようやくこれを撃退した新吉だったが、実は町民も農民も侍たちの犠牲になっているだけなのではないかと、疑問を持ち始める…。

## スタッフ
- 製作：小川矜一郎[9]、久保圭之介、遠藤嘉一、中岡清、加藤彰朗、鈴木一成、浮田洋一、茨常則[10]
- 企画：伊藤大輔
- 原作：西口克己
- 脚本：鈴木尚之、清水邦夫
- 監督：山内鉄也[11]
- 撮影：川崎新太郎
- 美術：井川徳道
- 照明：中山治雄
- 録音：野津裕男
- 音楽：佐藤勝
- 編集：河合勝己
- 記録：田中美佐江
- 殺陣：尾形伸之介
- 助監督：宮嶋八蔵、萩原将司
- 製作進行：高岡正昭
- 製作事務：安田節子
- スチル：鈴木一成[12]
- 製作協力：中村プロダクション

## 出演者
- 新吉（染物職人）：中村錦之助
- いち（新吉の母）：瀧花久子
- お鶴（新吉の妹）：佐藤オリエ
- あやめ（善阿弥の娘）：岩下志麻
- 河原又四郎（善阿弥）：永井智雄
- 権次（善阿弥の弟子）：田中邦衛
- 恒右衛門（染物屋主人）：志村喬
- 助松（桶屋職人）：田村高廣
- お兼（助松の女房）：斉藤美和
- 源蔵（大工）：藤原釜足
- 源太（源蔵の息子）：小川吉信
- 常七（中組町衆）：大里健太郎
- 平太（中組町衆）：大木晤郎
- 文助（中組町衆）：香川良介
- 佐助（中組町衆）：橋本仙三
- およし（佐助の女房）：沢淑子
- 文七（艮組町衆）：山口俊和
- 門倉了太夫（月行事惣代）：小沢栄太郎
- 泉屋徳太夫（中組月行事）：浮田左武郎
- 柳屋辰右衛門（巽組月行事）：有馬宏治
- 丹波屋伝蔵（堀川組月行事）：御木本伸介
- 熊左（馬借の頭）：三船敏郎
- 岩十（馬借）：尾形伸之介
- 山科言継卿（公卿）：下元勉
- 伊平（つるめその頭）：渥美清
- 於菟（つるめその若者）：北大路欣也
- 祇園社神官：関根永三郎
- 甚兵衛（山科の百姓）：下條正巳
- 一揆の頭：堀正夫
- 政庁前の開闔：加藤浩
- 中組路地開闔：田中浩
- 関所の役人：中村時之介
- 宰領：玉生司郎
- 職人・六：松山英太郎
- 彦爺：片岡半蔵
- とよ：鈴木悦子
- 騎馬の侍：遠山金四郎
- 赤松政村（侍所頭人）：伊藤雄之助
- 細川晴元：伊藤寿章
- 巽組代表：高倉健
- 町衆：美空ひばり、中村米吉、中村光輝
- 亥三（一揆の百姓）：中村賀津雄
- 秀太（一揆の百姓）：大辻伺郎
- せつ（山科の百姓）：木暮実千代[13]

ほか

## 映画化の背景
1950年、マルクス主義に基づく「新しい歴史学」を市民に啓蒙する活動の一環として、立命館大学教授だった林屋辰三郎を中心に紙芝居『祇園祭』が作成された。ストーリーは、応仁の乱後、京都の町衆たちが室町幕府権力に抗して自治体制を築き、その象徴としての「祇園祭」を復興するというものであり、林屋の「町衆論」をドラマ化したものであった。民主主義科学者協会京都支部歴史部会に参加していた学生らによって、1952年に大型の紙芝居が完成し、国民的歴史学運動として紙芝居興行が各地で打たれた。民衆の抵抗ぶりを紙芝居に仕立て、それを農民や労働者に見せて啓蒙するのが当時の大学生による歴史学研究会の小さな流行だった。その後、紙芝居『祇園祭』は書籍化され、京都だけでなく国内に広く知られるようになった。また、1958年頃にこの紙芝居が劇になって舞台化され、京都の円山公園で上演されたこともあり、その脚本を初めに大島渚が書き、さらに加藤泰が書き直したという。
この紙芝居に当時から関心を持っていた映画監督の伊藤大輔は、1961年に、林屋の友人でもあり日本共産党の京都市会議員で作家でもあった西口克己が小説『祇園祭』を執筆出版すると、これを読んですぐに映画化を企画した。錦之助の主演作ということで、いったんは東映で企画が通り脚本の準備までしたものの、結局予算が下りず中止された。
1967年5月に芸能ライターの竹中労が『祇園祭』の映画化を再企画し、西口克己を通じて京都府に持ちこみ、7月に革新系の蜷川虎三知事のもと京都府が府政百年記念事業の一つとして全面的に支援することが決まり、製作が具体化した。竹中は五社協定の打破とブロック・ブッキングによる配給体制の突き崩しを目指す構想を立て、大阪と東京の労音（勤労者音楽協議会）や東映俳優労働組合とその支援者の協力を得て、映画の製作・上映形態の抜本的変革を試みようとしたが、挫折した。また、竹中は、映画『祇園祭』のジェネラル・プロデューサーとして、まず東映京都撮影所長（当時）・岡田茂を候補に上げ、交渉したが、断られ、次に元日活専務の江守清樹郎に依頼したが、断られたという。結局、企画・製作の中心にいた竹中労は、原作者の西口克己や京都府議会の有力共産党議員たちと対立し、1967年10月プロデューサーの座を引きずり降ろされ、志半ばで退任した。
その後、製作は半年間中断されたが、竹中労退任の前後にも、八尋不二から加藤泰さらに鈴木尚之と清水邦夫への脚本家の交代、当初からの製作者の一人であった小川三喜雄（錦之介の兄で東映時代は小川貴也）の退任、共同監督の加藤泰の降板などがあり、1968年8月、脚本が未完成のまま見切り発車でクランクインする事態を招き、監督の伊藤大輔が愛弟子の山内鉄也に交代して、映画『祇園祭』が完成した。
なお、日本中世史の研究家である河内将芳は、祇園祭に立ちふさがったのは幕府でなく延暦寺の大衆であり、侍と町衆の対立としてのみ描いたストーリーに対しては疑問を呈している。